# Oliver Legipont
Oliver Legipont (lat. Oliverius Legipontius, franc. Olivier Légipont) (2. prosince 1698 v Soironu u Verviers (Belgie; 16. ledna 1758 Trevír) byl německý teolog, historik, archivář a knihovník valonského původu, původně benediktinský mnich z kláštera Groß St. Martin v Kolíně nad Rýnem a padělatel středověkých rukopisů.

## Život a činnost
Po vstupu do řádu benediktinů a studiích v klášteře Gross Sankt Martin v Kolíně nad Rýnem byl vysvěcen na kněze, od roku 1731 byl převorem a profesorem dogmatiky v klášteře sv. Jakuba v Mohuči. Jako benediktinský historik a knihovník s církevní a finanční podporou svého protektora, kardinála Angela Marii Quiriniho (1680–1750), který byl prefektem Vatikánské knihovny v Římě, studoval nejen tam, ale procestoval mnoho klášterů a knihoven především ve střední Evropě. Po vzoru pařížského Jeana Mabillona a bollandistů plánoval zřízení vlastní akademie s vydáváním několika edic pramenů: Manuscriptorum Germaniae Bibliotheca, Collectio Conciliorum per Germaniam Celebratorum, Bibliotheca Historica Germanica, Thesaurus Antiquitatum Germaniae a Germania Sacra.
Pobýval zejména v benediktinských klášterech, kde kromě knihovnické práce a archivního studia pro plánované edice benediktinských archiválií padělal středověké listiny. Působil mj. v Brně a jako host bydlel u barona Josefa Petrasche v Olomouci, kde se roku 1846 zapojil mezi zakládající členy učené společnosti Societas eruditorum incognitorum in terris Austriacis. V dolnorakouském klášteře Göttweig se s ním v letech 1733 nebo 1734 spřátelil Magnoald Ziegelbauer, který tam vyučoval morální teologii, a přivedl ho roku 1744 do Břevnovského kláštera. Oba dále pobývali a studovali ve Vídni, kde Legipont předložil císařovně Marii Terezii svůj projekt na zřízení velkolepého benediktinského učiliště v Praze.
Jako práci své akademie Legipont prezentoval roku 1754 v Augsburgu vydanou čtyřdílnou Ziegelbauerovu knihu Historia Rei Litterariae Ordinis Sancti Benedicti, v níž se připsal jako spoluautor. Vzhledem k tomu, že dílo vyšlo až po Ziegelbauerově smrti, nelze prokázat, kolik práce na něm odvedl Legipont.
Neklidný a konfliktní Legipont stále cestoval na nová místa, po smrti svého mecenáše byl nucen se živit vlastní prací a například ve Slezsku působil jako vychovatel v rodině Wengerských.